# Вікторія (комуна, Бреїла)
Вікторія (рум. Victoria) — комуна у повіті Бреїла в Румунії. До складу комуни входять такі села (дані про населення за 2002 рік):
- Вікторія (2352 особи) — адміністративний центр комуни
- Міхай-Браву (1649 осіб)

Комуна розташована на відстані 127 км на схід від Бухареста, 57 км на південний захід від Бреїли, 107 км на північний захід від Констанци, 76 км на південний захід від Галаца.

## Населення
За даними перепису населення 2002 року у комуні проживала 4001 особа. Усі жителі комуни рідною мовою назвали румунську.
Національний склад населення комуни:
| Національність | Кількість осіб | Відсоток |
| -------------- | -------------- | -------- |
| румуни         | 3917           | 97,9%    |
| цигани         | 84             | 2,1%     |

Склад населення комуни за віросповіданням:
| Релігія       | Кількість осіб | Відсоток |
| ------------- | -------------- | -------- |
| православні   | 4000           | > 99,9%  |
| римо-католики | 1              | < 0,1%   |

## Зовнішні посилання
- Дані про комуну Вікторія на сайті Ghidul Primăriilor